# 13122 Drava
13122 Drava eller 1994 CV9 är en asteroid i huvudbältet som upptäcktes den 7 februari 1994 av den belgiske astronomen Eric W. Elst vid La Silla-observatoriet. Den är uppkallad efter floden Drava.